# Sarawak
Sarawak ([saˈrawaʔ]) este unul dintre cele două state ale Malaysiei aflate pe insula Borneo. Denumit și Bumi Kenyalang („Țara Păsărilor-Rinocer”), Sarawak ocupă nord-vestul insulei. Este cel mai mare stat din Malaysia, fiind urmat de Sabah, vecinul său dinspre nord-est.
Capitala statului este orașul Kuching, care are o populație de 579.900 de locuitori. Printre alte mari orașe se numără Miri (263.000 de locuitori), Sibu (254.000) și Bintulu (176.800). La ultimul recensământ (2010), populația statului era de 2.420.009 de locuitori.